# El Cajon (Kalifornia)
El Cajon – miasto w Stanach Zjednoczonych, w stanie Kalifornia, w hrabstwie San Diego. Według danych United States Census Bureau w roku 2024, w El Cajon mieszka 103,3 tys. mieszkańców. El Cajon jest częścią większego obszaru metropolitalnego San Diego.

## Demografia
Skład rasowy (szacunki, dane z 2023 r.):
- biali (niebędący Latynosami) (w tym Chaldejczycy i Arabowie) – 53,3%
- Latynosi – 29,1%
- osoby rasy mieszanej – 15%
- czarni lub Afroamerykanie – 6,5%
- osoby rasy żółtej – 4,8%
- rdzenni Amerykanie – 1,1%
- mieszkańcy wysp Pacyfiku – 0,8%.

El Cajon jest znane z posiadania jednej z największych populacji Chaldejczyków (asyryjskich katolików) poza Irakiem (uważa się, że jest drugą co do wielkości po Detroit). Szacuje się, że w El Cajon i okolicach mieszka kilkadziesiąt tysięcy Chaldejczyków, co czyni miasto ważnym centrum tej społeczności w Stanach Zjednoczonych. Ponad jedna dziesiąta (12,4%) mieszkańców to osoby pochodzenia arabskiego. 
Odsetek białych niebędących Latynosami spadł z 64,5% od 2000 roku. 

## Gospodarka
Gospodarka El Cajon jest zróżnicowana i obejmuje sektory, takie jak opieka zdrowotna, handel detaliczny, usługi i produkcja. Bliskość San Diego wpływa na możliwości zatrudnienia mieszkańców oraz rozwój lokalnego biznesu. W przeszłości w mieście silnie rozwinięty był przemysł lotniczy, natomiast obecnie El Cajon jest znane m.in. z produkcji gitar (firma Taylor Guitars).
Mediana dochodu gospodarstwa domowego w El Cajon wynosiła 66 478 USD, a dochód per capita 29 968 USD. Miasto charakteryzuje się stosunkowo wysokim wskaźnikiem ubóstwa, który wynosi 20,0%.

## Transport
Przez El Cajon przebiegają główne drogi, takie jak autostrada międzystanowa I-8 oraz drogi stanowe SR-67 i SR-52, które zapewniają połączenie z San Diego i innymi częściami hrabstwa.